# Pierre Lerich
 (mai 2009).
Si vous disposez d'ouvrages ou d'articles de référence ou si vous connaissez des sites web de qualité traitant du thème abordé ici, merci de compléter l'article en donnant les références utiles à sa vérifiabilité et en les liant à la section « Notes et références ».
Pierre Lerich est un compositeur et guitariste français, né le 29 juin 1937 à Calais et mort le 11 août 2008 à Lille.

## Biographie
Agrégé de lettres, Pierre Lerich fait carrière dans l’enseignement secondaire et supérieur au lycée Paul-Hazard à Armentières. Guitariste et compositeur autodidacte, il pratique aussi le violon en amateur. Il collabore régulièrement aux « Cahiers de la guitare » : transcriptions de Bach, Offrande musicale, variations Goldberg, etc. (pièces jamais transcrites pour guitare). Pierre Lerich est également aquarelliste, féru de mathématiques et d’astronomie (et détenteur d’une licence de pilote privé).

## Interprètes
Ses œuvres ont été jouées entre autres par Jean-Pierre Jumez, Oscar Caceres, Terrence Farrell et plus récemment Fred-Alan Ponthieux.

## Catalogue d'œuvres
- Hommage à Villa-Lobos
- Suite baroque
- Trois pièces (Château de sable - Chorinho - Tocatta)
- Valse
- Introduction et sérénade pour Django
- Six préludes
- Tombeau de Luys Milan
- Exil
- Ragtime
- Ainsi que d'autres œuvres non publiées